# سماح صافي
سماح صافي (6 يناير 1986- ) مخرجة وصانعة أفلام أردنية، درست صناعة الأفلام وكتابة السيناريو في أكاديمية نيويورك للسينما
تخرجت من الجامعة الأردنية وحصلت على شهادة البكالوريوس في تخصص اللغة الإنجليزية في عام 2011 ، كما حصلت على شهادة صناعة الأفلام وكتابة السيناريو من أكاديمية نيويورك للسينما عام 2014
شاركت مع زوجها التي تشاركه معظم أعماله في صناعة العديد من الأفلام القصيرة والكليبات المصورة والأفلام الوثائقية ومن أشهر الأعمال التي قدمتها مسلسل Inspiration (ملهم العالم) بأجزائه الثلاثة الذي تُرجم إلى عدة لغات، ويتناول الفيلم الإلهام الذي تقدمة سيرة النبي محمد ، مقدما للشباب المسلمين للتوعية والوعظ في إيطار درامي كما أنه مقدما للغرب أيضا للتعريف بالإسلام والمسلمين وفازت بأفضل مشروع إبداعي في مهرجان دبي الدولي للمعارض (ICDA) بدبي في عام 2016. ، كما اسهمت في تقديم أعمال مع فناني ودعاة، فتعاونت مع ماهر زين في تقديم كليب ( واحشنا يا رسول الله) ومع أيضا يحي حوى ، كما أخرجت سلسلة «سواعد الأخاء» للداعية عمر عبد الكافي ، وايضا قامت بإخراج برامج تليفزيونية أخرى للداعية عائض القرني والداعية سليمان العودة وعدة دعاه أخرين
وضحت في مقابلة تليفزيونية في إحدى البرامج، أن صناعة الفيلم هي أكثر شمولية من الإخراج، حيث انها تشارك في عدة أمور بجانب كونها مساعد مخرج من حيث الإعداد والأفكار وكتابة السيناريو وتجهيزات التصوير وغيرها من الامور اللازمة للعمل .

## الأعمال
- Telephone[1]
- Orshena فيلم قصير يدور حول معاناة اللاجئين حول العالم ومؤخرًا بجائزة التميز في مهرجان الأفلام المستقلة في كاليفورنيا الولايات المتحدة الأمريكية في عام 2016.[7]
- Fireplace[8]

- مسلسل Inspiration بأجزائه الثلاثة[1]
- فيلم هاجر[1]

## حياتها الشخصية
تعيش في الولايات المتحدة الأمريكية، متزوجة من صانع أفلام ومخرج سوري محمد بايزيد ، ويتشاركان في معظم الأعمال .

## التداعيات حول حقيقة محاولة اغتيال زوجها
في عام 2017 شن هجوم كبير علي سماح صافي وبالأخص على زوجها، عند تسريب فيديو يوضح به ترتيب لمثيل عملية محاولة اغتيال زوجها بالطعن من قبل النظام السوري، وجاء ذلك أثناء ترويج لفيلم النفق والبحث عن ممولين للفيلم كما تم الادعاء، وكانت سماح صافي قد أكدت وأصرت على حقيقة محاولة الاغتيال وأضافت بأن الفيديو المسرب كانت نتيجة ابتزاز صاحب فكرة تحويل محاولات اغتيالات زوجها لفيلم بعنوان النفق .